# José Carlos Júnior
José Carlos Nogueira Júnior, meglio noto come Juninho o José Júnior (Guarapari, 18 luglio 1985), è un ex calciatore brasiliano, di ruolo attaccante.

## Carriera

### Club
Ha giocato nella massima serie dei campionati bulgaro, armeno e moldavo.